# Mleczaj dołkowany

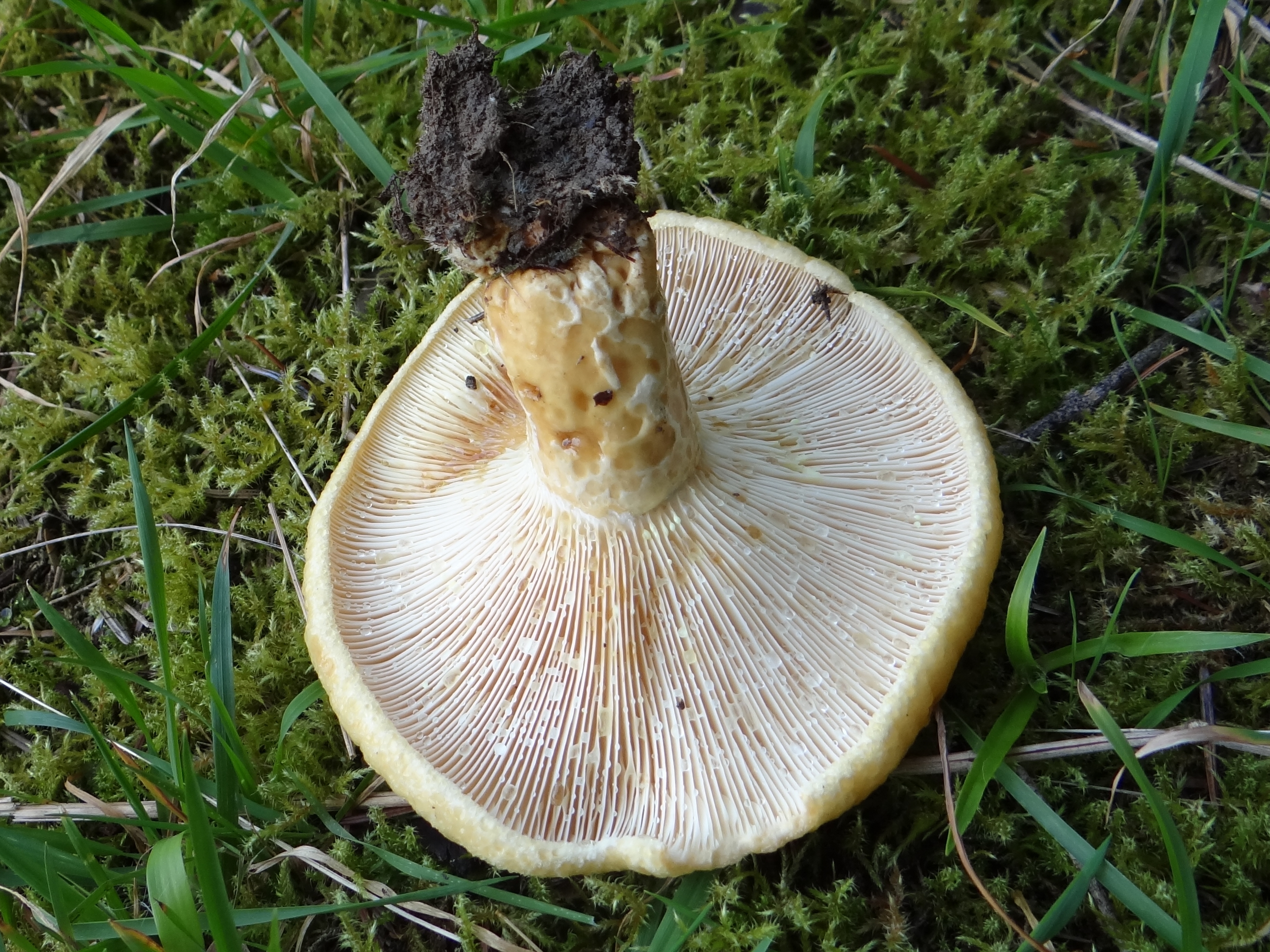
Charakterystyczne dołki na trzonie

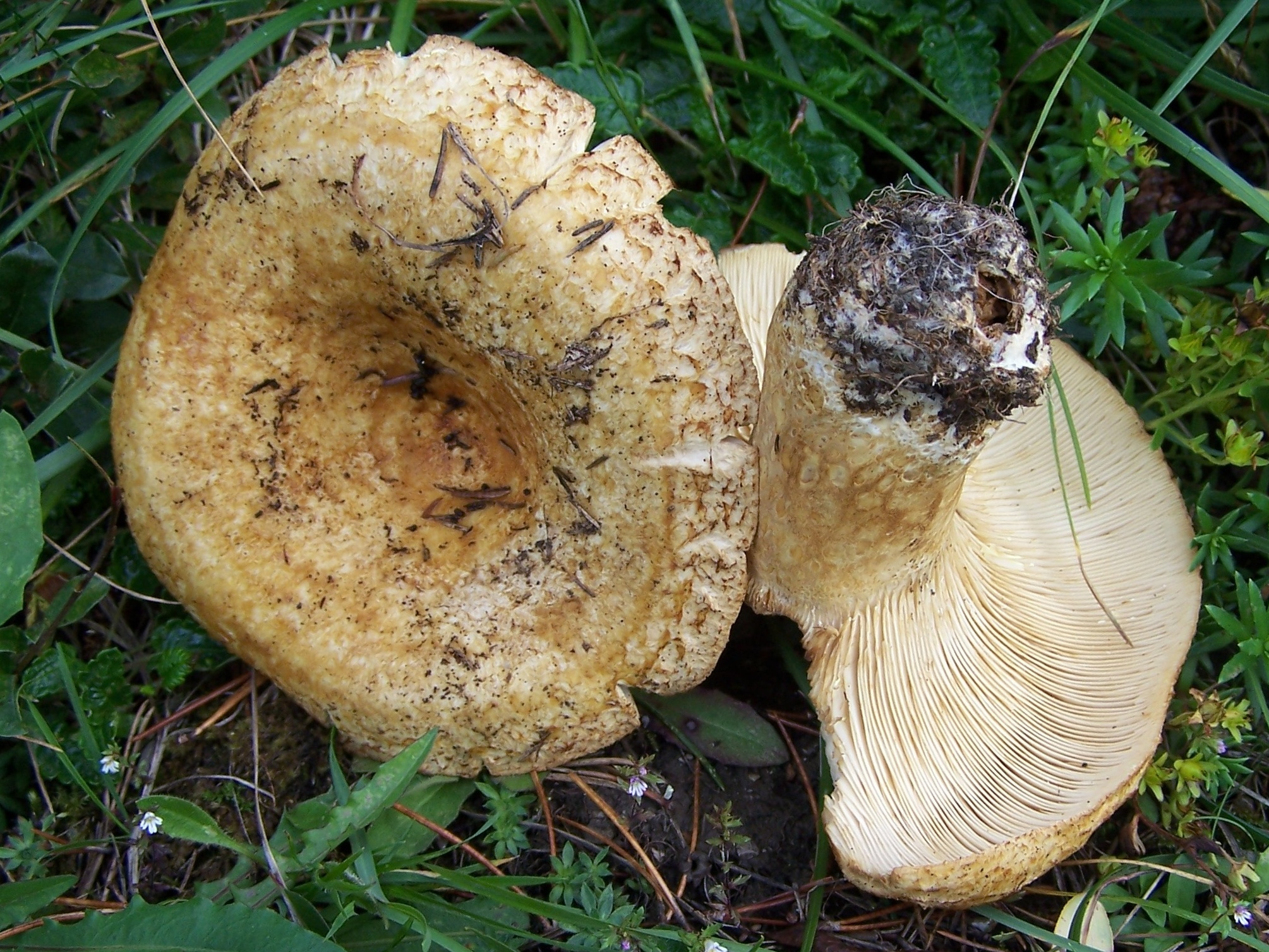

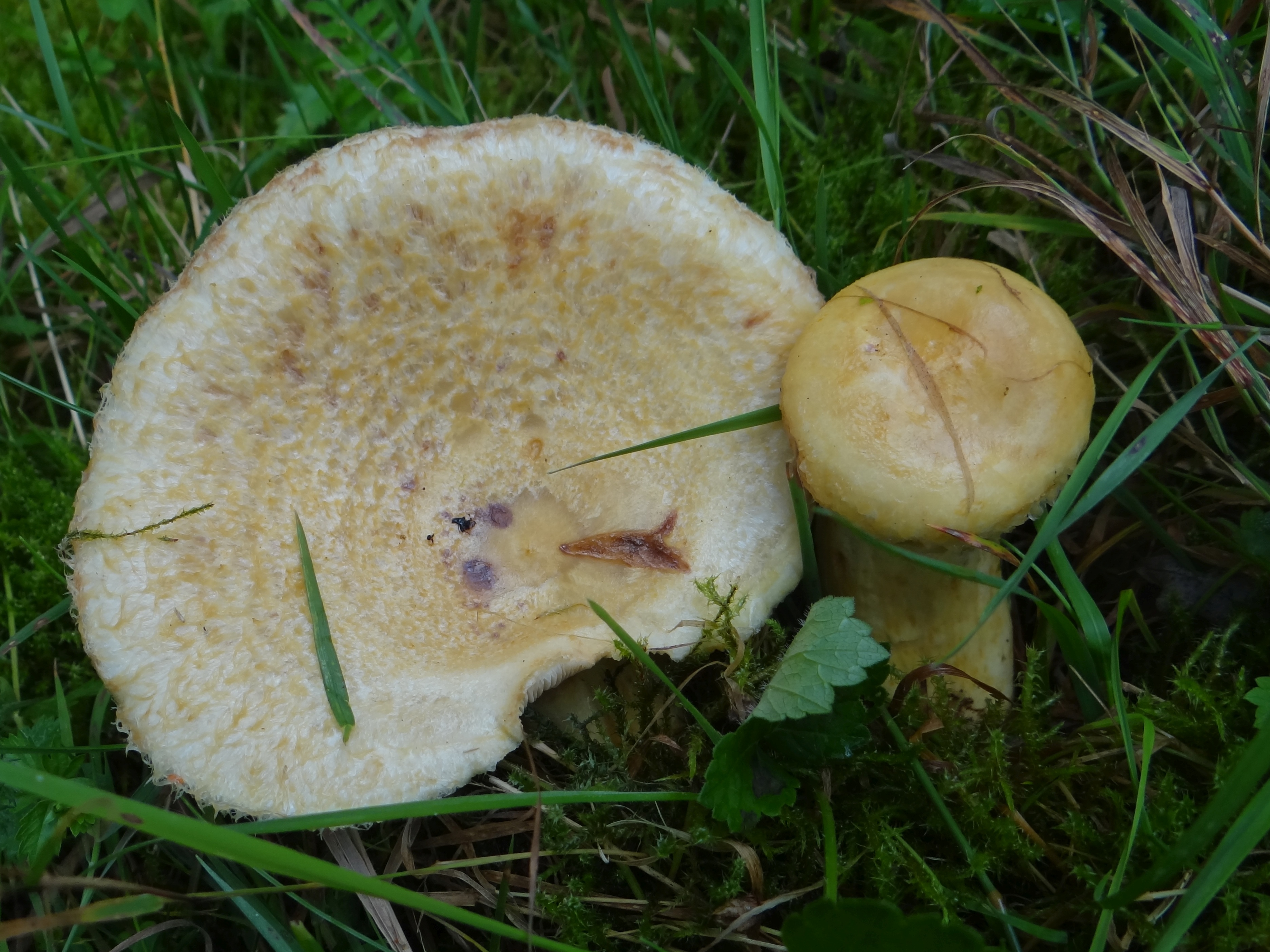

Mleczaj dołkowany (Lactarius scrobiculatus (Scop.) Fr.) – gatunek grzybów z rodziny gołąbkowatych (Russulaceae).

## Systematyka i nazewnictwo
Pozycja w klasyfikacji według Index Fungorum: Lactarius, Russulaceae, Russulales, Incertae sedis, Agaricomycetes, Agaricomycotina, Basidiomycota, Fungi.
Po raz pierwszy opisał w 1772 r. Giovanni Antonio Scopoli jako Agaricus scrobiculatus. Obecną, uznaną przez Index Fungorum nazwę, nadał mu Elias Fries w 1838 r.
Synonimy naukowe:

- Agaricus intermedius Fr. 1815
- Agaricus scrobiculatus Scop. 1772
- Galorrheus scrobiculatus (Scop.) P. Kumm. 1871
- Lactarius scrobiculatus var. montanus Methven 1985
- Lactarius scrobiculatus (Scop.) Fr. 1838, var. scrobiculatus
- Lactarius scrobiculatus var. violascens Lindblad 1855
- Lactifluus scrobiculatus (Scop.) Kuntze 1891

Nazwę polską nadał Franciszek Błoński w 1890 r. W polskim piśmiennictwie mykologicznym gatunek ten opisywany był też jako bedłka rydzawa.

## Morfologia
Kapelusz
Średnica 5–20 cm, za młodu jest niemal półkulisty, potem staje się spłaszczony, a na końcu zapadnięty. Brzegi kapelusza długo pozostają podwinięte. Skórka pilśniowa i z wyjątkiem środka pokryta łuskami. W czasie suchej pogody jest nieco błyszcząca, w czasie wilgotnej bardzo śliska. Kolor od słomkowożółtego poprzez złocisty do rdzawożółtego.
Blaszki
Gęste, wąskie, cienkie i szeroko przyrośnięte do trzonu. Kolor od kremowego poprzez żółty do blado-cynamonowego. Na młodych okazach z blaszek wydzielają się kropelki białego mleczka.
Trzon
Wysokość 3–8 cm, szerokość 2–3,5 cm. Jest gruby, walcowaty i bardzo twardy. U młodych osobników jest pełny, u starszych pusty. Kolor bladokremowy lub żółtawy. Bardzo charakterystyczną cechą jest występowanie na trzonie ciemniejszych wgłębień wyglądających jak tłuste plamy.
Miąższ
Jędrny, żółtawy, o ostrym smaku i słabym, jabłkowym zapachu.
Mleczko
Wydziela się oficie. Jest białe, ale natychmiast po wypłynięciu zmienia barwę na cytrynowo-żółtą. W smaku jest ostre i bardzo piekące.
Wysyp zarodników
Jasnokremowy
Cechy mikroskopowe
Zarodniki 7,5–10 × 6,5–7,5 µm, owalne, o powierzchni pokrytej brodawkami i łącznikami tworzącymi nieliczne oczka. Podstawki 45–50 × 8–10 µm, pomiędzy nimi występują przewody mleczne. Cystydy nieliczne, 60–75 × 7–10 µm, maczugowato-cylindryczne lub wrzecionowate.
Gatunki podobne
Najbardziej podobny jest mleczaj żółtofioletowy (Lactarius repraesanteneus). Zewnętrznie wygląda niemal tak samo, ma tylko bardziej włochaty brzeg kapelusza. Odróżnić go można głównie po tym, że jego uszkodzone miejsca oraz mleczko zmieniają kolor na fioletowy. Podobny jest też mleczaj cytrynowy (Lactarius citriolens), ale ma żółknące mleczko.

## Występowanie i siedlisko
Występuje w Ameryce Północnej i Środkowej, w Europie i w Azji, w której podano jego stanowiska tylko w Japonii i Korei. w Ameryce Północnej jest rzadki, w Europie, gdzie jest szeroko rozprzestrzeniony. W Polsce jest niezbyt częsty.
Naziemny grzyb mykoryzowy. Rośnie tylko pod świerkami i jest jednym z bardziej charakterystycznych gatunków grzybów w górskich lasach świerkowych. Jest tutaj dość pospolity. Na niżu natomiast jest rzadki, ale miejscami występuje w granicach zasięgu świerka.

## Znaczenie
W Polsce uważany jest za grzyb niejadalny. Niektóre atlasy grzybów podają nawet, że jest grzybem trującym, ale w Europie Północnej i Południowej jest uważany za grzyb jadalny i wykorzystywany jest do kwaszenia (po kilkukrotnym wygotowaniu i odlaniu wody, co pozbawia go gorzkiego smaku). Na opracowanej dla FAO liście gatunków grzybów jest wymieniony jako jadalny w Meksyku.